# Polydore Virgile
Pour les articles homonymes, voir Virgile (homonymie).
Œuvres principales
- Proverbiorum libellus (1498)
- De inventoribus rerum (1499)
- De Anglica historia (1532)

Polydore Virgile, ou encore Polydore Vergil, ou de son nom latin Polydorus Vergilius, (Urbino, (Italie), né en 1470 et mort le 18 avril 1555, probablement à Urbino) est un écrivain et historien italien, considéré comme le rénovateur des études historiques d'Angleterre.

## Biographie
Après avoir étudié à Bologne et Padoue, il devint le secrétaire de Guidobaldo Ier duc d'Urbino et le camérier du pape Alexandre VI. Ses deux premiers écrits le rendirent célèbre et obtinrent une grande popularité : le Proverbiorum libellus et le De rerum inventoribus libri VIII, paru en 1499 ; cette dernière œuvre fut traduite en français sous le titre de Les inventeurs des choses. En 1501 le pape l'envoya en Angleterre. Il gagna la faveur d'Henri VII, qui lui commanda une Histoire de l'Angleterre (Anglica Historia) ; Polydore n'y est pas un simple chroniqueur, mais il étudie les relations entre les événements qu'il raconte ; sa vision de l'histoire influença les historiens qui le suivirent, et même Shakespeare.
Polydore fut réédité de nombreuses fois ; ses trois premiers livres furent traduits en français et publiés en 1521 : il s'agit  des Inventions et des Prodiges. Le premier est une véritable encyclopédie dans laquelle l'auteur développe de nombreuses anecdotes sur les sciences, l'astrologie, la musique, la divination, les jeux et sports, la religion, les hérésies. Une partie concerne l'agriculture, le blé, les fruits, les viandes, salaisons, gibiers, la découverte de la vigne, l'art de faire le vin, le coupage, la soif, l'ivrognerie ; le second étudie les préjugés populaires touchant l'art divinatoire. L'ouvrage fut mis à l'Index et ne fut réédité qu'en 1575, sous une forme d'ailleurs expurgée ; la première traduction française semble avoir paru en 1527 selon un exemplaire de l'université de Glasgow, bien qu'une donnée contradictoire donne 1528 comme date de la première édition française en latin par Robert Estienne. L'auteur a naturellement abondamment puisé dans les Anciens.
En 1546, peut-être en raison des bouleversements religieux en Angleterre, Polydore Virgile démissionna de sa charge d'archidiacre royal de Wells et en 1550, reçut l'autorisation de la Couronne d'Angleterre de regagner le continent. Il n'avait jamais coupé les liens avec le duché d'Urbino : il y était retourné en 1513–14, en 1516–17 et enfin en 1533–34. Cette année-là, le duc François-Marie lui avait conféré le titre héréditaire de baron en reconnaissance de ses mérites littéraires. C'est sans doute à l'été 1553 qu'il revint dans son pays natal : il y mourut deux ans plus tard.

## Publications
- (la) Anglica Historia, Bâle, Simon Grynaeus, 1534 (réimpr. 1555) (lire en ligne). Autre édition en ligne sur le site de l'université de Birmingham.
- Hystoriographe nouvellement traduit du latin en Françoys, déclairant les inventeurs des choses qui ont este. Paris, A. Langelier, 1544
- (la) De Rerum inventoribus libri VIII et de Prodigiis libri III, apud Danielem Elzevirium, 1671
- (la) De Rerum inventoribus libri octo eiusdem in Domenicam precem commentariolus, Lugduni, apud Seb. Gryphium, 1546